# Neijiang
Neijiang (xinès simplificat: 内江; xinès tradicional: 內江; pinyin: Nèijiāng; Wade–Giles: Nei-chiang) és una ciutat a nivell de prefectura al sud-est de la província de Sichuan, a la República Popular de la Xina. Es troba al riu Tuo, a mig camí entre les dues grans ciutats de Chengdu i Chongqing. És un centre de transport i hi ha industries alimentàries. La població de tota la prefectura era de 3.140.678 al cens del 2020 i la població de l'àrea urbanitzada (metropolitana) era d'1.179.140 als 2 districtes urbans de Shizhong i Dongxing.

## Història

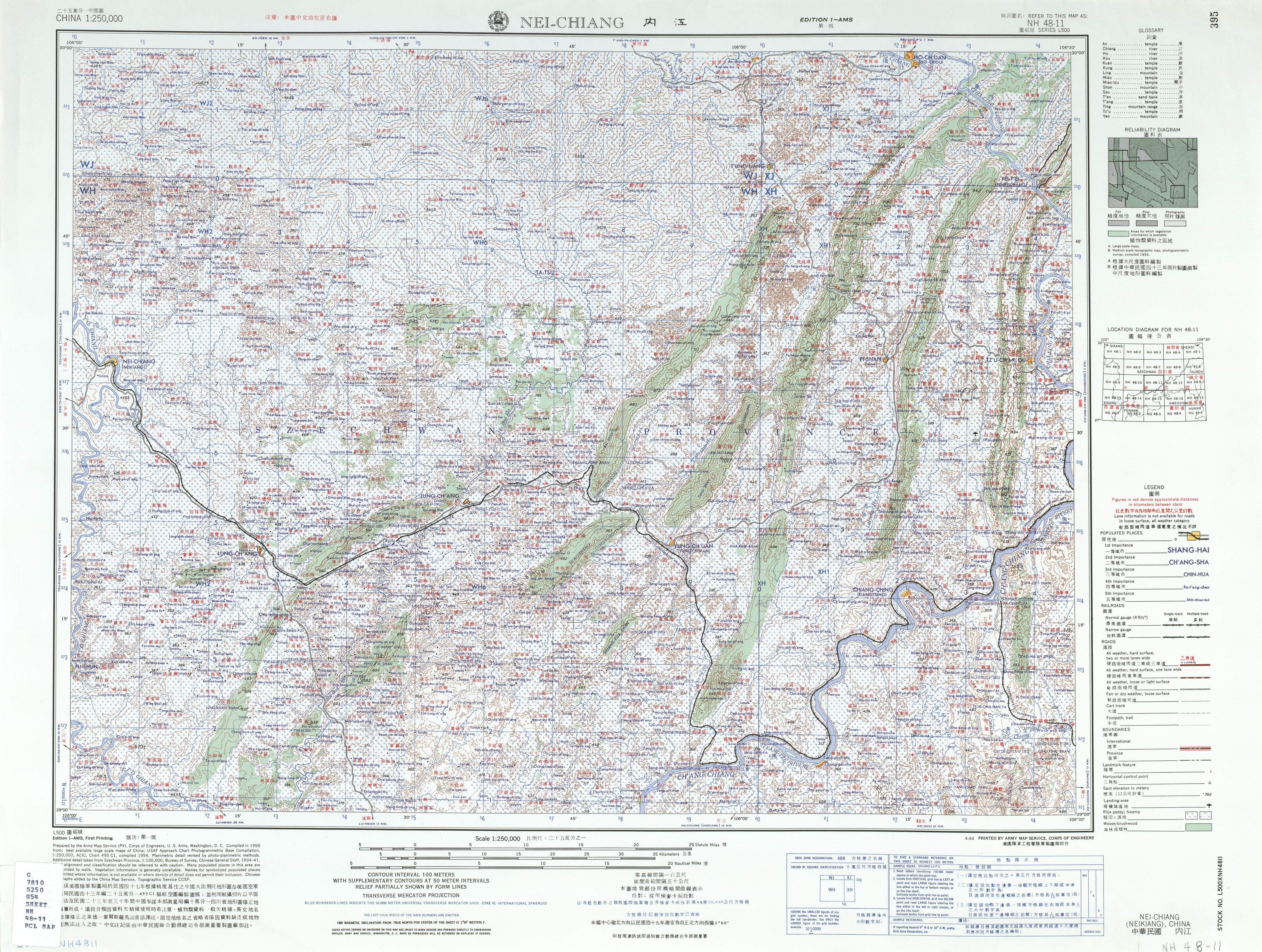
Mapa del 1958 que inclou Neijiang (etiquetat com 內江 NEI-CHIANG (NEIKIANG))

En l'època medieval la localitat era una important zona productora de sal, però en els darrers temps el seu nom s'ha associat al conreu de la canya de sucre; es coneix com la capital del sucre (甜城) de Sichuan. Durant l'auge econòmic de la Xina als anys 90 i principis del segle XXI, Neijiang s'ha transformat i les seves indústries van des de l'enginyeria, l'electrònica, la química, els materials de construcció fins a béns de consum. També és la seu del "Neijiang Normal College" i de moltes altres institucions educatives. La seva ubicació geogràfica la situa al centre de la xarxa de transport del sud de Sichuan. Neijiang és també la ciutat natal de Zhang Daqian, un dels artistes xinesos més coneguts i prodigiosos del segle xx.

## Divisions administratives
| Mapa de Neijiang                                                               | Mapa de Neijiang      | Mapa de Neijiang | Mapa de Neijiang | Mapa de Neijiang | Mapa de Neijiang | Mapa de Neijiang |
| ------------------------------------------------------------------------------ | --------------------- | ---------------- | ---------------- | ---------------- | ---------------- | ---------------- |
| Shizhong Dongxing Comtat de · Weiyuan Comtat de · Zizhong Longchang · (ciutat) |                       |                  |                  |                  |                  |                  |
| #                                                                              | Nom                   | Hanzi            | Hanyu Pinyin     | Població (2010)  | Sup. (km²)       | Densitat (/km²)  |
| 1                                                                              | Districte de Shizhong | 市中区           | Shìzhōng Qū      | 501.285          | 388              | 1.292            |
| 2                                                                              | Districte de Dongxing | 东兴区           | Dōngxīng Qū      | 749.810          | 1.181            | 635              |
| 3                                                                              | Ciutat de Longchang   | 隆昌市           | Lóngchāng Shì    | 633.210          | 794              | 797              |
| 4                                                                              | Comtat de Weiyuan     | 威远县           | Wēiyuǎn Xiàn     | 626.482          | 1.289            | 486              |
| 5                                                                              | Comtat de Zizhong     | 资中县           | Zīzhōng Xiàn     | 1.192.060        | 1.734            | 687              |